# Jules Richard (photographe)
Pour les articles homonymes, voir Richard et Jules Richard.
Jules Richard ou Rishar Khan, né à Cour-Saint-Maurice le 17 octobre 1816 et mort à Téhéran le 20 mai 1891, est un enseignant et photographe français actif en Iran.
Il enseigne à l’École polytechnique Dar-ol-Fonoun, fondée en 1851 à Téhéran où il s'est installé au début des années 1840. Il publie, en collaboration avec le traducteur iranien Mirzâ ‘Abd ol-Vahhâb Yazdi, deux manuels bilingues français-persan : Élémens de grammaire française en 1854 et ABC … YZW en 1858
Son nom est associé à l'introduction de la photographie en Iran où il réalise les premiers daguerréotypes en 1844, ; il sera nommé photographe de cour.